# Endokarp

Przekrój przez brzoskwinię

Endokarp – w botanice jest to wewnętrzna część owocu, która powstaje ze skórki okrywającej wewnętrzną stronę owocolistka. Endokarp może być w postaci pestki (owoce pestkowców – brzoskwinia, morela, wiśnia, śliwka) lub skórzasty (owoc jabłoni).